# Murilo Zauith
Murilo Zauith (Barretos, 17 de julho de 1950) é um político e empresário brasileiro, filiado ao União Brasil, foi vice-governador do Mato Grosso do Sul de 1 de janeiro de 2007 a 1 de janeiro de 2011 no primeiro governo de André Puccinelli e de 1 de janeiro de 2019 a 1 de janeiro de 2023 no segundo governo de Reinaldo Azambuja. Foi deputado estadual, federal e prefeito de Dourados.

## Biografia

### Vida pessoal
Empresário na cidade de Dourados, é proprietário do Centro Universitário da Grande Dourados (Unigran), uma das maiores faculdades de Mato Grosso do Sul.

### Carreira política
Foi deputado estadual por dois mandatos (1995 - 1999 / 1999 - 2003) e deputado federal por um (2003 - 2007). Disputou a prefeitura de Dourados em 2000 e 2008, quando foi vencido por Laerte Tetila e Ari Artuzi, respectivamente. Foi eleito vice-governador em 2006, ao lado de André Puccinelli.
Disputou as eleições para o Senado em 2010, ficando em terceiro lugar, com 21,61% dos votos, atrás de Delcídio do Amaral do Partido dos Trabalhadores (PT), e de Waldemir Moka, do Partido do Movimento Democrático Brasileiro (PMDB).
Na terceira tentativa, foi eleito prefeito da cidade de Dourados, com 80,06% dos votos válidos, recebendo um total de 70.906 votos; sendo reeleito no pleito de 2012.
Nas eleições de 2018, foi novamente eleito vice, desta vez com Reinaldo Azambuja. No ano seguinte, assumiu o cargo de secretário de estado de Infraestrutura.